# Aloe bulbicaulis
Aloe bulbicaulis é uma espécie de liliopsida do gênero Aloe, pertencente à família Asphodelaceae.